# Vagn Holmboe
Vagn Gylding Holmboe (født 20. december 1909 i Horsens, død 1. september 1996 i Ramløse) var en dansk komponist. Han blev som 17-årig optaget og senere uddannet ved Det Kgl. Danske Musikkonservatorium, som elev af bl.a. Knud Jeppesen og Finn Høffding. Han studerede i Berlin i 1930 og i Rumænien 1933-1934. I det første år i Rumænien blev han gift med den rumænske pianist Meta May Graf. Han var bror til den mindre kendte Knud Holmboe, der var rejsende journalist og en af de første danske muslimske konvertitter.
Vagn Holmboe var musikanmelder ved Politiken 1947-1955. Fra 1950 var han lærer og fra 1955 til 1965 professor i teori og komposition ved Det kgl. danske Musikkonservatorium. Han havde flere tillidshverv i dansk musikliv og var gennem livet en flittig skribent.
Holmboes produktion omfatter over 400 værker indenfor så godt som alle genrer. Blandt værkerne for kor a cappella kan nævnes Liber Canticorum og Sange mod vårdybet til digte af William Heinesen. Han har herudover skrevet 13 symfonier samt den satiriske opera Kniven (1963).
Vagn Holmboe har lagt navn til en årlig festival i Horsens for klassisk musik, Holmboe i Horsens, der er blevet afholdt siden 2000. I forbindelse med festivalen uddeles Holmboe Prisen.